# Yeogo goedam 4: Moksori
Yeogo goedam 4: Moksori (hangul 여고괴담 4: 목소리||;), estrenada internacionalment com Voice o Whispering Corridors 4: Voice o Voice Letter) és una pel·lícula de de terror de Corea del Sud del 2005 i la quarta entrega de la sèrie de pel·lícules Whispering Corridors. La pel·lícula va suposar el debut de les seves tres joves actrius, així com del director Choi Ik-Hwan, que havia estat assistent de direcció a la primera pel·lícula de la sèrie.
Es va projectar al Festival de Cinema Coreà-Americà de San Francisco de 2006.

## Argument
Young-eon (Kim Ok-bin), la millor cantant d'una escola de noies, és assassinada per una partitura que li talla la gola a l'escena inicial. L'endemà, el seu fantasma torna, però ningú pot veure o escoltar el seu esperit excepte la seva amiga Seon-min (Seo Ji-hye), que només la pot escoltar. Els dos intenten esbrinar què li va passar a Young-eon, ja que la seva memòria està fracturada. Seon-min comença a especular que el professor de música deu haver matat Young-eon. Young-eon comença a tenir flashbacks sobre el seu passat i sobre el moment en què va ser assassinada.
Seon-min es fa amiga d'una noia estranya i solitària de l'escola anomenada Cho-ah (Cha Ye-ryun), que pot escoltar les veus dels morts, i ella decideix ajudar-los. Mentrestant, la professora de música se suïcida. La Seon-min comença a dubtar del que diu Young-eon sobre el seu passat després que Cho-ah li digui que els fantasmes només recorden el que volen, el que significa que la memòria de Young-eon pot ser incorrecta. El cos de Young-eon es troba a la part superior de l'ascensor.
Young-eon s'assabenta que si Seon-min s'oblida d'ella, ningú la podrà escoltar, i comença a tenir flashbacks cada cop més inquietants i estranys sobre el suïcidi de la seva mare, que Young-eon la va animar descuidadament a passar-hi sense comprendre. de les conseqüències de les seves accions. Coneix Hyo-jung, un altre fantasma del qual té records conflictius.
Resulta que Young-eon havia tingut anteriorment una rivalitat amb Hyo-jung a causa de les seves veus similars i va començar a desitjar que el professor fos mort per fer que Hyo-jung, que estava enamorat del professor, deixés la música i que en un enfrontament intens els dos s'havien matat l'un a l'altre. Seon-min, després d'aprendre això, creu que Young-eon hauria de seguir endavant i estar en pau, però Young-eon està enfadada per la seva declaració, ja que no vol res més que viure de nou. Young-eon s'enfuria i mata a Cho-ah i s'apodera del cos de Seon-min. Després camina al costat de la mare de Seon-min, parlant de com, tan bon punt sigui prou gran, aprendrà a conduir, replicant una conversa que va mantenir amb la seva mare abans que la seva mare se suïcidés.
Una escena durant els crèdits mostra a Cho-ah cridant de frustració, però com que no té veu, no surt cap so.

## Repartiment
- Kim Ok-bin com a Young-Eun
- Seo Ji-hye com a Seon-Min
- Cha Ye-ryun com a Cho-Ah
- Kim Seo-hyung com a Hee-Yeon, el professor de música
- Sóc Hyun-Kyung com Hyo-Jung
- Jeon Ji-ae com a Hwa-Jung
- Yoon Young com Hye-Sun
- Lee Eun com a Mi-Hee
- Sun Joo-Yeon com a Jin-Young
- Won Ae-Ri com Myung-Sook
- Park Yoon-Kyung com a Eun-Ha
- Kim Sung-Tae com a professora d'aula
- Han Chae-Woo com a professor d'atletisme
- Kim Jung-young com a mare de Young-Eon